# Конфучијанство
Конфучијанство/конфуцијанство или конфучијанизам, изворно жуђа (кин: 儒家, rújiā — школа учењака), етички је и филозофски систем утемељен на учењима Конфучија (551—479. п. н. е.).
Конфучијанизам је имао огроман утицај на кинеску културу и цивилизацију, будући да је од времена династије Хан до оснивања народне републике представљао главну струју мишљења и владајућу идеологију царске Кине и пронационалистичке републике. Тек је у 20. веку, са продором западне филозофије у Кину био директно угрожен и критикован као део феудалног уређења и препрека модернизацији Кине. Међутим, конфучијанизам је опстао, и, мада је данас формално изгубио на значају, још увек представља веома значајан део кинеске мисли.
Конфучијанизам у свом данашњем облику изведен је из неоконфучијанских школа према интерпретацијама Дунг Џунгшуа, Џу Сјуа и других филозофа. Осим у Кини, конфучијанизам је имао великог утицаја у суседним земљама, пре свега у Кореји, затим Јапану и Вијетнаму, те Сингапуру и другим територијама у којима кинеска нација представља знатан део популације или је током дугог периода вршила директан утицај.

## Конфучије
Филозофски систем конфучијанизма настао је обједињавањем и систематизовањем неименоване државне религије династије Џоу, чија је срж било обожавање предака, елемент прастарих хтонских веровања, и феудалног моралног кодекса (ритуала) ове династије.
Конфучије је живео у Периоду пролећа и јесени када је дошло до постепеног распада династије Џоу. Са распадом државе дошло је и до пропадања њених вредности, и Конфучије је као своју обавезу видео преваспитавање људи свог времена тако што ће их подучити старој култури, коју је неизмерно ценио. Међутим, мада је његова жеља само била да пренесе стару културу и очува њене вредности, он је ипак био више од преносиоца. Он је давао своја тумачења античких моралних концепата и на тај је начин зачео нешто ново. То је Конфучија издвојило из групе „обичних“ учењака и учинило га оснивачем нове филозофске школе.
У раној фази конфучијанства, учитељеву мисао су надограђивали његови многобројни ученици и следбеници. Најзначајнији међу њима су Менције (Менг Ци), представник идеалистичке струје, и Сјин Ци, представник реалистичке струје.

### Исправљање имена
Када га је ученик Ци Лу упитао шта би учинио када би постао владар неке државе, Конфучије је рекао: „Прва ствар коју је потребно учинити је исправљање имена.“ (必也正名乎! Разговори XIII, 3)
Конфучије је сматрао да је за постојање добро уређеног друштва најважније исправљање имена (正名, zhèng míng). Основна идеја исправљања имена је усклађивање имена (општег, идеалног) и датости (појединачног), усклађивање импликација постојећих ствари са њиховим идеалним суштинама. По Конфучију, исправно начело владања је: „Нека владар буде владар, министар – министар, отац – отац, а син – син.“ (君君, 臣臣, 父父, 子子. Разговори XII, 11) Појединачне ствари морају да се слажу са идеалном суштином. За владара, то је „владарски пут“ – оно што би владар требало да буде. Уколико владар не поступа као владар – он није владар, иако га сви могу таквим сматрати.
Свако име, титула, у друштвеним односима подразумева извесне одговорности и дужности, и појединци који их носе морају поступати у складу с тим:

„Ако имена нису исправљена, оно што је речено неће звучати разумно. Ако речено не звучи разумно, онда се не може успешно извршити. Ако се не може успешно извршити, ритуали и музика неће цветати. Ако ритуали и музика не цветају, злочини не могу бити кажњени на прави начин. Ако злочини не могу бити кажњени на прави начин, обичан свет неће имати према чему да се равна и управља.“ (Разговори XIII, 3)

### Мандат Неба
Из идеје исправљања имена, настала је етичко-политичка теорија о мандату Неба (天命, Tiānmìng). Требало је „открити“ шта се налази у имену владара, односно како владар треба да поступа да би уистину био владар.
Према Конфучијевој теорији, наслеђеној из друштвене праксе династије Џоу, уколико се владар (а самим тим и цела династија) не понаша у складу са обавезама и дужностима које владар има према поданику он губи мандат Неба и поданици имају право да га збаце с престола.
Конфучије је сматрао да је најбољи вид државне управе аристократија – држава у којој владају, у моралном смислу, најбољи људи. Најбољи међу њима је, свакако, јединствени човек који има мандат Неба – цар. Конфучије се, у складу са традицијом свог времена, залаже за апсолутистичку, тоталитарну државу. Овде се под термином тоталитарни мисли на његово изворно значење: систем у коме је добробит појединца увек и искључиво подређена добробити друштва у целини. У друштву у коме су на власти „праве“ аристократе интерес друштва заиста јесте и интерес појединца и нико није на губитку. Зато је Конфучије морао да редефинише и појам аристократе.

### Племенити господин
Конфучијански аристократа је племенити господин – ђунци (君子, jūnzǐ). Изворно значење ове речи је управо принц, племић, владалац.
Племенити господин је идеално-типско оличење моралности и психофизичке целовитости и савршенства. Он је морални водич за обичан свет, јер је у његовој природи да води. Идеал конфучијанске државе је да на њеном челу буде овакав човек.

君子之德风；小人之德草；草上之风必偃。

Племенити господин је као ветар, обичан човек као трава. Трава се повија у правцу у ком ветар дува. (Разговори XII, 19)

Он је квалитетно образован, зна да пише, познаје уметност калиграфије и сликарства, музику, стрељаштво, управљање кочијама, учествује у правилно вршеним ритуалима, искрено и на прави начин испољава оданост и упражњава човекољубље.
Супротност племенитом господину је мали човек, сјаожен (小人, xiǎorén). Он је прост, не разуме узвишене ствари, и дела само да би добио личну корист. Таквих људи на свету има највише и у њиховој је природи да буду вођени.

子曰：「民可使由之，不可使知之。」

Конфучије је рекао: „Обични људи могу да буду подучени да чине како треба, али им се не може објаснити зашто тако треба чинити.“ (Разговори VIII, 9)

Конфучије је први мислилац у кинеској историји који се залагао за принцип меритократије – политичку филозофију према којој владајућу класу не чини племство по крви већ племство по личним врлинама и заслугама, које зависи од појединца а не од његовог порекла. Ова идеја је била кључна и у легалистичкој филозофији.

### Ритуали
Основну форму понашања у друштву чине ритуали, ли (礼, lǐ). У династији Џоу, значење ове речи било је ограничено само на приношење жртава прецима. Конфучије ју је проширио на све друштвене односе и прихваћене стандарде понашања – секуларно церемонијално понашање.
Функција ритуала је да деле људе на категорије и успостављају систем хијерархијских односа међу појединцима тако што прецизно и детаљно одређују начине опхођења у међуљудским односима. Међутим, осим основне функције као кохезионог елемента друштвеног система, ритуали имају вредност много већу од пуке форме.
Основна функција ритуала је у интернализацији понашања. Придржавањем правила и вршењем ритуала појединац прихвата одређени модел понашања као свој сопствени. На тај начин, ритуали, као скуп прецизно одређених правила, постају унутрашњи априорни регулатив у сваком појединцу. Наравно, као што „одело не чини човека“, тако и поштовање саме форме ритуала без искрености у њиховом вршењу не значи ништа.

恭而无礼则劳；慎而无礼则葸；勇而无礼则乱；直而无礼则绞。

Учтивост без ритуала постаје тешка и заморна; опрезност без ритуала постаје кукавичлук; храброст без ритуала постаје хаотична неотесаност; искреност без ритуала постаје грубост. (Разговори VIII, 2)

Ако се ритуали врше са искреношћу људи се култивишу, и у сваком су тренутку самима себи обавезни да поступају правилно. У таквом идеалном друштву нема потребе ни за законима, зато што људи схватају суштину друштвених односа и тај увид их спречава да почине прекршај. Вршење правилних ритуала одваја племенитог господина од малог човека.

道之以政，齐之以刑，民免而无耻；道之以德，齐之以礼，有耻且格。

Ако се људима влада само помоћу закона и казни, они ће знати како да их избегавају и неће имати осећај стида. Ако људима управљају врлине и ритуали, они не само да ће имати осећај стида него ће бити у стању да сами исправљају своје грешке. (Разговори II, 3)

### Синовља оданост
Термин синовља оданост, сјао (孝, xiào) потиче из древних времена. Централни је термин култа предака и означава оданост, односно поштовање које син треба да осећа према својим живим и мртвим прецима. У испољавању оданости кључну улогу играју ритуали.
Синовља оданост је једна од највећих врлина које појединац може поседовати. Она се у конфучијанизму аналогијом пресликава на пет кардиналних односа (五伦, Wǔlún), у којима на сличан начин постоји однос подређености и надређености:
1. однос оца и сина (父子)
2. однос владара и поданика (君臣)
3. однос мужа и жене (夫妇)
4. однос старијег и млађег брата (兄弟)
5. однос међу пријатељима (朋友)

Однос међу пријатељима је посебан, јер у њему нема подређености и надређености, већ га карактеришу равноправност, искреност и узајамно поверење.
Дужности и обавезе владара према поданику, као и поданика према владару, Конфучије је извео из формалних обавеза које карактеришу однос сина и оца – послушност и поштовање које син треба да исказује својим родитељима, а са друге стране обавезе и одговорности родитеља према сину. Искреност је и у вршењу ритуала синовље оданости кључни елемент.

„Данас људи зову оданим сина само зато што је у стању да материјално издржава своје родитеље. Међутим, то могу да чине и пси и коњи. Ако се човек према својим родитељима не односи са искреним и дубоким поштовањем, у чему је разлика између њега и животиње?“ (Разговори II, 7)

Значај Конфучијеве преформулације термина синовље оданости налази се у идеји реципроцитета – постојању узајамних обавеза и дужности обеју страна обухваћених ритуалима. Млађи, потчињени, нема само дужност да буде послушан, већ и право и обавезу да посаветује старијег ако опази да он у нечему греши. Додуше, савет млађег нема адекватну „тежину“ и старији има право да овај савет пренебрегне. Ако се то догоди, млађи и даље мора остати послушан и одан.
Када је конфучијанизам касније инструментализован као државна идеологија, питање обавеза надређеног над подређеним махом су занемариване, а наглашавано је поштовање надређеног и потчињеност.

### Човекољубље
Суштина свих ритуала, односно суштина свих човекових дужности у друштву, јесте човекољубље, жен (仁, rén). Основа човекољубља је, како је рекао Конфучије: „волети људе“ (Разговори XII, 22) односно „поштовати родитеље, бити озбиљан и марљив у својим дужностима, бити поштен и искрен према пријатељима.“ (Разговори XIII, 19).
Оно се налази у сваком човеку и представља покретачку силу сваког појединца.

子曰：「仁远乎哉？我欲仁，斯仁至矣。」

Конфучије је рекао: „Да ли је човекољубље далеко? Пожелим га и, гле, оно је ту!“ (Разговори II, 7)

Човекољубље од појединца захтева да себе и своје жеље потчини поштовању ритуала. Будући да је оно суштина сваког човека, тражи начин да се на адекватан начин искаже. Оно се на најбољи начин исказује и испољава кроз ритуале. Прецизно дефинисани ритуали ограничавају, обликују и степенују човекољубље у складу са посебним друштвеним околностима и особом на коју је у датој прилици усмерено. То је и једини начин да се човекољубље искаже.
Само племенити господин уме да увек и на прави начин исказује човекољубље, зато што се он придржава правилних ритуала, односно, „зна кога да воли а кога да мрзи“.
Човекољубље се састоји од начела алтруизма и савесности.

### Алтруизам и савесност
Начело алтруизма и савесности назива се и начелом примењивања аршина. Старокинески термини за алтруизам и савесност су џунг (忠, zhōng) и шу (恕, shù) па се ово начело назива и начелом џунгшу.
Начело алтруизма и савесности има две формулације, или два вида: позитивни (алтруизам) и негативни (савесност). Позитивна формулација (џунг) гласи:

己欲立而立人。

Помози другима да остваре оно што ти желиш да за себе оствариш. (Разговори VI, 30)

На питање да ли постоји једна реч која човеку може да буде водич кроз цео живот, Конфучије је рекао да је то шу. Савесност (шу), негативна формулација овог начела, гласи:

己所不欲，勿施于人。

Оно што не желиш себи, не чини другима. (Разговори XV, 24)

Суштина овог начела идентична је са идејом коју више стотина година касније на Западу срећемо у Новом завету (Јев. по Луки, 6:31) и потом у чувеном Кантовом категоричком императиву – да појединац узима себе као мерило властитог понашања и да на тај начин поштује основни морални закон.
Упражњавање овог начела води испуњењу свих човекових дужности у друштву – води правилном исказивању човекољубља и исправном делању.

### Исправност и корист
Исправност, ји (义, yì), произилази из човекољубља. Она је формална суштина свих човекових дужности у друштву – потребност тих дужности. Све дужности у друштву потребне су због тога што оне чине „све оно што човек треба да буде“.
Исправност је нешто што се мора чинити због ствари саме, зато што је тако потребно, а не из користи. Исту је дефиницију, користећи друге термине, касније пружио и Кант, направивши разлику између моралног и легалног чина: моралан чин је онај који се чини без спољашњег подстицаја у виду било какве користи док је легалан чин који је са моралног становишта добар, али се чини због одређене користи. Наравно, дело које се почини из користи а притом је са моралног становишта лоше, у сваком се систему сматра лошим.
Познавање разлике између исправности и користи, ли (利, lì), дели племенитог господина од обичног човека. Племенити господин дела зарад исправности, јер зна да нешто мора чинити, и без обзира на исход и корист, док мали човек зна само за личну корист и дела да би је задобио.

君子喻于义，小人喻于利。

Племенити господин жели исправност, мали човек жели корист. (Разговори IV, 16)

### Спознаја судбине
Да би човек делао исправно, потребно је да има свест о судбини. У Конфучијевој филозофији, судбина, минг (命, mìng) представља свеукупност постојећих околности и сила свемира, на које људи немају никакав утицај.
Тако, када човек спозна судбину, зна да не може имати утицаја на исход својих дела. Међутим, он такође зна да неке ствари мора да чини, јер је таква човекова природа. И када тако чини, не обазирући се на корист, пошто резултат његових дела не зависи од њега самог, онда дела исправно. Овакво се делање назива „делање ни због чега“.
Конфучије је сматран најбољим примером „делања ни због чега“ – путовао је по Кини, ширио своје учење и нудио своје услуге многим владарима, а ипак је знао и говорио да његове идеје не могу превладати, то јест да његов успех или неуспех зависи само од Неба.

道之将行也与？命也。道之将废也与？命也。

Да ли ће моја начела превладати? То зависи од судбине. Да ли ће моја начела бити одбачена? И то зависи само од судбине. (Разговори XIV, 36)

На тај начин, разумевање судбине и исправно делање које из тога произлази омогућавају живот у складу са златном средином.

### Златна средина
Златна средина, џунгјунг (中庸, zhōngyōng), као и код Аристотела, представља најбољу, тачну меру удаљености између крајности. Њу може спознати само човек чија је душа култивисана, племенити господин.

君子之中庸也，君子而时中。小人之中庸也，小人而无忌惮也。

Племенити господин увек отеловљује златну средину зато што је узвишен. Мали човек дела у супротности са златном средином зато што је мали човек и не познаје страх и опрез. (Златна средина II, 2)

Међутим, чак ни најбољи људи нису у стању да се увек придржавају пута златне средине

子曰：「道其不行矣夫。」

Конфучије је рекао: „Авај, како се ретко иде стазом златне средине!“ (Златна средина V)

Златна средина се у Конфучијанизму често дефинише као: „тачно онолико колико треба да буде, ни мање ни више.“ У том смислу видимо да се златна средина исказује кроз ритуале, кроз прецизну дистинкцију између људи и дефинисање и ограничавање исказивања човекољубља на прави начин. Она је кључни елемент „владарског пута“ и животног пута сваког појединца у складу са његовом улогом у друштву.

### Религијске теме
Чињеница да се Конфучијева филозофија на врло мало места дотиче божанског и „оностраног“, навела је раније европске теоретичаре да посматрају Конфучија као атеистичког мислиоца, или бар да сматрају како њему религија није била важна. Међутим, Конфучије је религију својих предака поштовао, и придржавао је се.
Конфучије је сматрао да ни он, ни било који човек нема довољно знања да разуме божанске истине и обичаје које су установили мудри владари из древних времена. А због тога што су их успоставили врхунски мудраци и митски краљеви као што су били Јао и Шун, ови обичаји сигурно одговарају захтевима Неба и стога морају бити очувани.

或问禘之说。子曰：「不知也；知其说者之于天下也，其如示诸斯乎！」指其掌。

Неко је питао шта стоји иза церемоније Ди (религијска церемонија у којој владар приноси жртве својим прецима). Конфучије је рекао: „Не знам. Али онај ко то зна може владати целим светом лако као да окреће свој длан.“ (Разговори XI, 12)

Спознаја стварне, коначне истине представља врхунац мудрости, и ретки су они који је могу досегнути.

子曰：「朝问道，夕死可矣！」

Конфучије је рекао: „Ко чује истину ујутру, може спокојно умрети увече.“ (Разговори IV, 8)

### Учење
Конфучије је за централни део живота појединца сматрао учење – правилно и свеобухватно образовање је оно што од сваког појединца може учинити племенитог господина. У образовном систему нема места клановским и социјалним поделама.

子曰：「有教无类。」

Конфучије је рекао: „У образовању, међу људима нема разлика.“
или:

„Свако има право на образовање.“ (Разговори XV, 39)

Ово се може повезати и са Аристотеловом и Локовом идејом да се човек рађа као tabula rasa. Мада ова идеја није експлицитно формулисана у конфучијанским списима, на два места се проналази сличан став:

子曰：「我非生而知之者，好古，敏以求之者也。」

Конфучије је рекао: „Ја се нисам родио са знањем, већ сам, због тога што волим древну културу, знање задобио вредним радом.“ (Разговори VII, 20)

子曰：「性相近也，习相远也。」

Конфучије је рекао: „Сви људи су по природи слични; обичаји су ти који их удаљују.“ (Разговори XVII, 2)

У својој учитељској пракси, Конфучије је имао разумевања за разлике у карактерима његових ученика. Када га је Ци Лу упитао да ли човек треба без одлагања да започне неки посао, Конфучије је одговорио одречно. Међутим, када га је исто питао Жан Јоу, одговорио је потврдно. Касније је то објаснио: „Жан Ћуу (Жан Јоуово име) обично оклева, па сам га охрабрио; Џунг Јоу (Ци Луово име) често је брзоплет, па сам му зато рекао да се од тога уздржава.“ (Разговори XI, 22)
Користећи савремену терминологију, може се још рећи да је Конфучије знао да су култура и образовање човекова секундарна средина:

Када је Конфучије ишао у државу Веи, Жан Јоу је управљао његовим колима. Конфучије је рекао: „Како пуно људи живи у држави Веи!“ Жан Јоу га је упитао шта би требало радити са тако великом популацијом. Конфучије је одговорио: „Треба их учинити богатим“. Жан Јоу је даље питао шта треба чинити са њима после тога. Конфучијев одговор је гласио: „Образовати их!“ (Разговори XIII, 9)

Осим тога, Конфучије је сматрао да учење мора да буде активан процес, дијалог између ученика и учитеља. Ако тај дијалог изостане, ни резултати учења неће бити комплетни, а то штети обема странама.

子曰：「回也非助我者也，于吾言无所不说。」

Конфучије је рекао: „Јен Хуи ми никад није помагао – увек је безусловно прихватао све што кажем.“ (Разговори XVII, 2)

Колико је Конфучије ценио учење, најбоље се види из следећег цитата:

Само када су ствари истражене, знање је широко. Само када је знање широко, мисли су искрене. Само када су мисли искрене, душе су исправне. Само када су душе исправне, људи су култивисани. Само када су људи култивисани, наше породице су у реду. Само када су наше породице у реду, и државама се добро управља. Само када се државама добро управља, мир ће завладати светом. (Велико учење)